# Fillodulcina

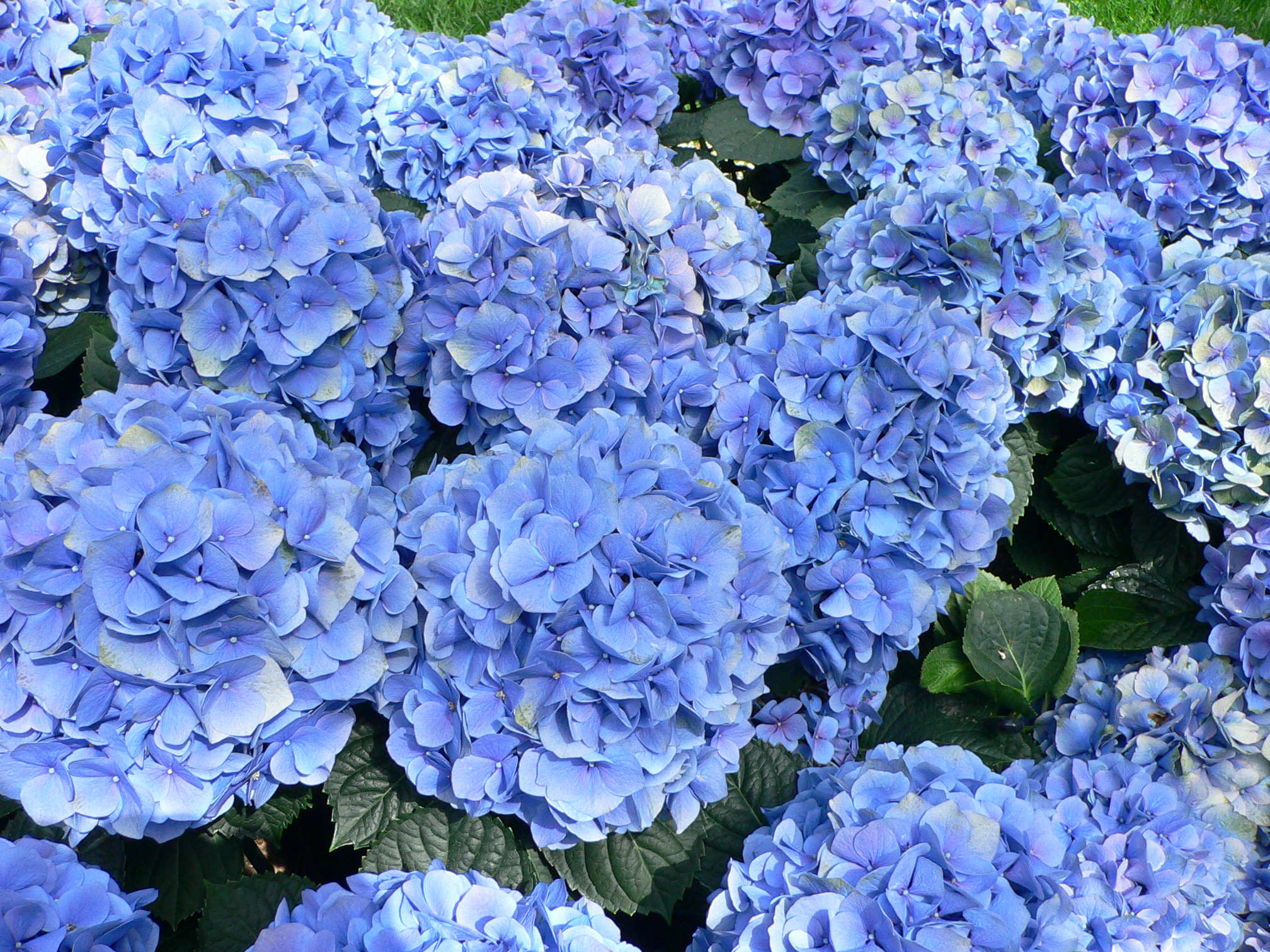
Hydrangea macrophylla, pianta da cui si estrae la fillodulcina

La fillodulcina è una diidroisocumarina presente nella Hydrangea macrophylla var. thunbergii e Hydrangea serrata. È stata isolata per la prima volta nel 1916. È un dolcificante 400-800 volte più dolce del saccarosio. La sensazione gustativa che provoca aumenta lentamente, poi scema con lentezza lasciando un retrogusto simile a quello della liquirizia. La sostanza è scarsamente solubile in acqua. La fillodulcina non è utilizzata come dolcificante ma è presente nell'infuso di foglie di Hydrangea preparato in Giappone chiamato Amacha.